# Ільза Кох
Ільза Кох, уроджена Келер (нім. Ilse Koch (Köhler), вона ж  Бухенвальська відьма; 22 вересня 1906, Дрезден — 1 вересня 1967, Айхах) — нацистська злочинниця, дружина Карла-Отто Коха, коменданта концтаборів Заксенгаузен, Бухенвальд і Майданек. Відома під прізвиськом «Бухенвальдська відьма» за жорстокі тортури в'язнів табору. Згодом репортери, розповідаючи про нацистські злочини, називали її також Бухенвальдською сукою, Бухенвальдським чудовиськом і подібними іменами. У радянській і російській літературі згадується як «фрау Абажур» через звинувачення у виготовленні сувенірів з людської шкіри (проте на післявоєнному процесі достовірних доказів цих злочинів Ільзі пред'явлено не було).

## Біографія
Ільза Келер народилася в Дрездені в сім'ї робітника. У школі була старанною ученицею і життєрадісною дитиною. В юності працювала бібліотекарем. У 1932 році вступила в НСДАП. У 1934 році познайомилася з Карлом Кохом.
У 1936 році Ільза поступила на роботу в концтабір Заксенгаузен; тут вона була секретарем і наглядачкою. У тому ж році вона вийшла заміж за Карла Коха, на той момент — коменданта Заксенгаузена. У 1937 році Карл Кох був переведений на роботу в концтабір Бухенвальд, де також призначений комендантом. Ільза, що стала його дружиною, переїхала разом з ним і стала працювати в Бухенвальді. Вона здобула сумну славу за свою жорстокість по відношенню до в'язнів. За їхніми словами, вона, прогулюючись по табору, била зустрічних людей батогом і нацьковувала на них вівчарку. Ільзу також звинувачувалася в тому, що наказувала вбивати в'язнів, у яких були татуювання, щоб потім виготовляти з татуйованих клаптів шкіри різні оригінальні вироби (зокрема, абажури, рукавички, палітурки книжок). У 1941 році Ільза Кох стала старшою наглядачкою.
У вересні 1941 року Карл Кох був призначений комендантом Майданека, але менш ніж за рік, у липні 1942 року, відсторонений від посади за звинуваченням у корупції. У 1943 році подружжя Кох були заарештовані СС. Також з'ясувалося, що Кох хворів на сифіліс, потім вилікувався, і ретельно приховував цей факт, а лікар Вальтер Кремер, який лікував Коха, і його помічник були вбиті. Коха звинуватили у вбивстві Кремера і помічника, які вчинив, боячись розголосу. На початку 1945 року Карл Кох був засуджений до смертної кари і в квітні (незадовго до вступу американських військ) був страчений в Мюнхені. Ільзу Кох виправдали, і вона переселилася до батьків у Людвігсбург.
30 червня 1945 року Кох була арештована американськими військами і в 1947 році засуджена до довічного ув'язнення. Однак через кілька років американський генерал Люціус Клей, військовий комендант американської окупаційної зони в Німеччині, звільнив її, визнавши звинувачення у відданні наказів про страту і виготовленні сувенірів з людської шкіри недостатньо доведеними.
Рішення Клея викликало протест громадськості, тому в 1951 році Ільза Кох була знову арештована і засуджена судом Західної Німеччини до довічного ув'язнення.
1 вересня 1967 року Кох наклала на себе руки: повісилась у камері в'язниці баварського міста Айхах.

## У масовій культурі
Образ Ільзи Кох послужив прототипом для героїні канадського фільму «Ільза, вовчиця СС» (1975).